# Ethmorhynchus youngi
Ethmorhynchus youngi är en plattmaskart som beskrevs av Kolasa J 1977. Ethmorhynchus youngi ingår i släktet Ethmorhynchus och familjen Cicerinidae.
Artens utbredningsområde är Italien. Inga underarter finns listade i Catalogue of Life.